# Nazionale maschile di beach soccer del Canada
La nazionale di beach soccer del Canada rappresenta il Canada nelle competizioni internazionali di beach soccer.

## Rosa
Aggiornata a febbraio 2017
| N. | Pos. | Giocatore         | Data nascita (età) | Pres. | Reti | Squadra                           |
| -- | ---- | ----------------- | ------------------ | ----- | ---- | --------------------------------- |
| 1  | P    | Vincent Cournoyer | 28 febbraio 1987   |       |      | Royal-Sélect Beauport             |
| 18 | P    | Anthony Alves     | 10 giugno 1984     |       |      | Peniche Community Club of Toronto |
| 3  | D    | Daniel Chamale    | 16 marzo 1993      |       |      | Milwaukee Wave                    |
| 4  | D    | Adrian Cann       | 19 settembre 1980  |       |      | Scarborough SC                    |
| 6  | D    | Ian Bennett       | 27 agosto 1985     |       |      | Milwaukee Wave                    |
| 3  | C    | Jacob Orellana    | 9 febbraio 1995    |       |      | Toronto United                    |
| 7  | C    | Miloš Šćepanović  | 28 giugno 1989     |       |      | Serbian White Eagles              |
| 8  | C    | Nazim Belguendouz | 29 aprile 1991     |       |      | FC Grenadiers                     |
| 13 | C    | Marc Jankovic     | 27 ottobre 1980    |       |      | Scarborough SC                    |
| 9  | A    | Danilo Pessoa     | 2 marzo 1990       |       |      | FC Grenadiers                     |
| 14 | A    | Robert Renaud     | 14 marzo 1993      |       |      | Milwaukee Wave                    |